# Sint-Denijs-Westrem
Sint-Denijs-Westrem är en ort i Belgien.   Den ligger i provinsen Östflandern och regionen Flandern, i den nordvästra delen av landet, 50 km väster om huvudstaden Bryssel. Sint-Denijs-Westrem ligger 9 meter över havet och antalet invånare är 5 134.
Terrängen runt Sint-Denijs-Westrem är mycket platt. Runt Sint-Denijs-Westrem är det tätbefolkat, med 331 invånare per kvadratkilometer.. Närmaste större samhälle är Gent, 4,5 km nordost om Sint-Denijs-Westrem. 
Omgivningarna runt Sint-Denijs-Westrem är en mosaik av jordbruksmark och naturlig växtlighet.